# Ria Vroemen

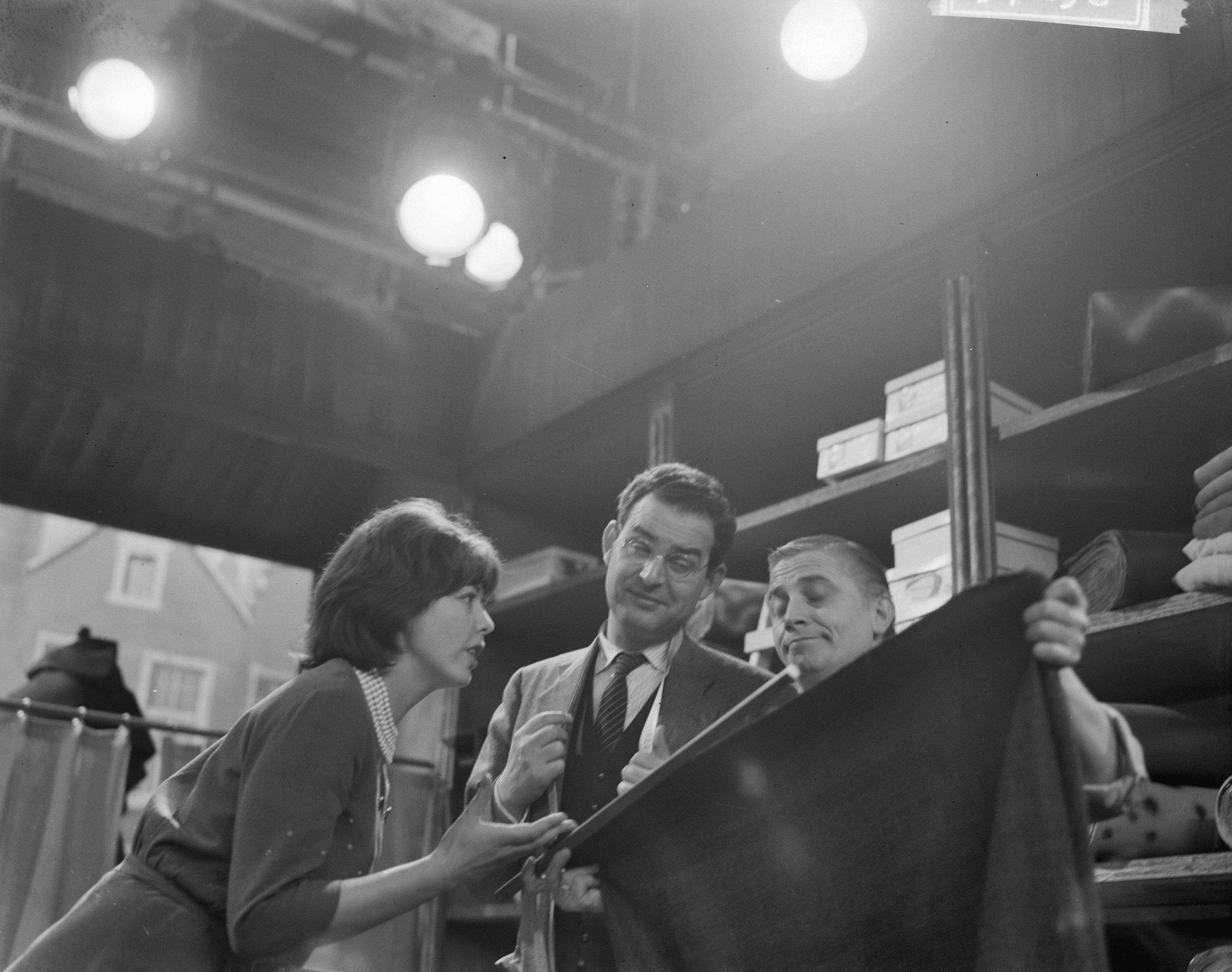
Ria Vroemen (links) met Egbert van Paridon (midden) en Leen Jongewaard (rechts) in Neem mij nou, bevobbeld (1962)

Maria Josephina Julia Hubertina (Ria) Vroemen (Beek, 26 januari 1933 – Amsterdam, 13 november 2004) was een Nederlands actrice.
Ze was dochter van Maria Josephina Beulen en Jan Willem Hubert Vroemen. Vader was zeer actief in Beek; hij was onderwijzer, schoolhoofd, zat in het bustuur van de Rooms-Katholieke Onderwijzersbond Beek, was directeur van de Boerenleenbank aldaar en (ere)voorzitter van de Beeker Liedertafel; hij was ereburger van Beek. Ze was kortstondig getrouwd met de Amerikaanse toneelschrijver Paul Carter Harrison (vooral bekend in de Verenigde Staten); het stel woonde aan de Overtoom. 
Het toneelspelen zat er al vroeg in; zelf zei ze in 1955 dat ze zelf een versie van Sneeuwwitje had geschreven, waarbij ze zelf de hoofdrol vertolkte. Haar basisopleiding bestond uit de Middelbare meisjesschool (MMS) aan het Servialyceum te Sittard. Ze deed vervolgens enige praktijkervaring op bij Gabriël Beckers. Vroemen studeerde aan de Toneelacademie Maastricht alwaar ze in 1955 afstudeerde. Al tijdens die opleiding was ze op de (Limburgse) podia te zien.
Ze kon na dat examen direct aan het werk bij het Rotterdams Toneel. Via het (jongeren)toneelgezelschap Puck (1958-1961) ging ze na de naamswijziging mee naar Toneelgroep Centrum. Rond 1978 kwam er een eind aan haar toneelloopbaan. Vroemen was in haar hoogtijdagen ook wel op televisie te zien; zo was ze in 1966 te zien in de serie Stiefbeen en zoon te zien als de vriendin van Dirk Stiefbeen gespeeld door Piet Römer. 
Ze werd begraven op het parochieel Kerkhof Vorstenbosch, Vorstenbosch.